# Starîi Ostropil, Starokosteantîniv
Starîi Ostropil (în ucraineană Старий Остропіль) este localitatea de reședință a comunei Starîi Ostropil din raionul Starokosteantîniv, regiunea Hmelnîțkîi, Ucraina.

## Demografie
Componența lingvistică a localității Starîi Ostropil
     Ucraineană (98,76%)
     Alte limbi (0,95%)
Conform recensământului din 2001, majoritatea populației localității Starîi Ostropil era vorbitoare de ucraineană (98,76%), existând în minoritate și vorbitori de alte limbi.